# Côtes du Rhône Villages

Eine Übersicht der einzelnen Appellationen des Weinbaugebiets Rhône. Zoom A zeigt die südlich gelegenen Appellationen bei Avignon und Zoom B stellt die nahe Lyon gelegenen Weinbaugebiete dar.
Côtes du Rhône Villages
Côtes du Rhône Villages (Sonderstatus)

Côtes du Rhône Villages ist eine geschützte Ursprungsbezeichnung AOP (veraltet AOC) für bestimmte Weine des französischen Weinbaugebietes Rhône. Unter der Bezeichnung werden überwiegend Rot-, aber auch Rosé- und Weißweine vermarktet. Die Anbauflächen sind Teil der Anbauflächen der geschützten Ursprungsbezeichnung Côtes du Rhône, sie liegen in deren südlichem Teil. Côtes du Rhône Villages verfügt dabei über strengere Qualitätsbestimmungen. 17 der 95 Weinbaugemeinden dürfen sich durch die Nennung des Ortsnamens weiter abheben. Es obliegt somit häufig dem Qualitätsdenken des Winzers, unter welche Bestimmungen er seinen Wein vermarkten möchte. Der Status einer Appellation d’Origine Contrôlée wurde in einem Dekret vom 2. November 1966 festgelegt. Der Status rangiert unterhalb dem der so genannten Crus, den Gewächsen aus Weinbaugemeinden mit 16 eigenen geschützten Ursprungsbezeichnungen des Weinbaugebietes Rhône.
Im Jahr 2006 wurden auf 7890 Hektar deklarierter Fläche 298.951 Hektoliter Wein produziert. Der Anteil von Weißwein lag bei niedrigen 2,2 %.

## Liste der zugelassenen Gemeinden
Das Herkunftsgebiet der Appellation d’Origine Contrôlée (kurz AOC) Côtes du Rhône Villages ist auf 95 Gemeinden begrenzt. Innerhalb dieser Liste haben einige Gemeinden einen Sonderstatus. Diese Gemeinden dürfen ihren Namen der Appellationsbezeichnung „Côtes-du-Rhône-Villages“ anhängen.

### Gemeinden des DépartementsArdèche
Bourg-Saint-Andéol, Saint-Just-d’Ardèche, Saint-Marcel-d’Ardèche, Saint-Martin-d’Ardèche.

### Gemeinden des DépartementsDrôme
Bouchet, Mérindol-les-Oliviers, Mirabel-aux-Baronnies, Mollans-sur-Ouvèze, Montbrison, Nyons, Le Pègue, Piégon, Rochegude, Rousset-les-Vignes, Saint-Maurice-sur-Eygues, Saint-Pantaléon-les-Vignes, Suze-la-Rousse, Taulignan, Tulette, Venterol, Vinsobres.

### Gemeinden des DépartementsGard
Aiguèze, Bagnols-sur-Cèze, Castillon-du-Gard, Cavillargues, Chusclan, Codolet, Comps, Cornillon, Domazan, Estézargues, Fournès, Gaujac, Laudun-l’Ardoise, Montfrin, Orsan, Pont-Saint-Esprit, Pujaut, Rochefort-du-Gard, Sabran, Saint-Alexandre, Saint-Étienne-des-Sorts, Saint-Gervais, Saint-Hilaire-d’Ozilhan, Saint-Marcel-de-Careiret, Saint-Michel-d’Euzet, Saint-Nazaire, Saint-Pons-la-Calm, Saint-Victor-la-Coste, Sauveterre, Saze, Tresques, Valliguières, Vénéjan.

### Gemeinden des DépartementsVaucluse
Bédarrides, Bollène, Buisson, Camaret-sur-Aigues, Caumont-sur-Durance, Châteauneuf-de-Gadagne, Courthézon, Faucon, Grillon, Jonquières, La Roque-Alric, Lafare, Lagarde-Paréol, Mondragon, Morières-lès-Avignon, Orange, Piolenc, Puyméras, Rasteau, Richerenches, Roaix, Sablet, Saint-Marcellin-lès-Vaison, Saint-Roman-de-Malegarde, Saint-Romain-en-Viennois, Saint-Saturnin-lès-Avignon, Sainte-Cécile-les-Vignes, Séguret, Sérignan-du-Comtat, Sorgues, Suzette, Travaillan, Uchaux, Vaison-la-Romaine, Valréas, Vedène, Villedieu, Violès, Visan.

### Geografische Orte mit Sonderstatus
Chusclan (mit den Nachbargemeinden Orsan, Codolet, Bagnols-sur-Cèze und Saint-Étienne-des-Sorts), Laudun-l’Ardoise (mit den Nachbargemeinden Saint-Victor-la-Coste und Tresques), Massif d’Uchaux, Plan de Dieu, Puyméras, Rasteau, Roaix, Rochegude, Rousset-les-Vignes, Sablet, Saint-Gervais, Saint-Maurice-sur-Eygues, Saint-Pantaléon-les-Vignes, Séguret, Signargues, Valréas, Visan.
Die vormaligen „Villages“ Beaumes-de-Venise und Vinsobres sind im Jahr 2005, sowie Cairanne im Jahr 2016, zu eigenen Appellationen aufgestiegen. Damit folgten sie Gigondas und Vacqueyras, denen diese Beförderung 1971 bzw. 1990 zuteilwurde.

## Rebsorten

### Rot- und Roséwein
Grenache (seit dem Jahr 2004 mindestens 50 % Anteil), Syrah und/oder Mourvèdre (in der Summe mindestens 20 %). Als Nebensorten sind maximal 20 % Anteil all der roten Rebsorten, die für die Appellation Côtes du Rhône zugelassen sind, erlaubt. Für den Roséwein sind auch weiße Rebsorten zugelassen. Deren Anteil beträgt maximal 20 %.

### Weißwein
Grenache Blanc, Clairette Blanche, Marsanne Blanche, Roussanne, Bourboulenc und Viognier. Als Nebensorten sind maximal 20 % Anteil all der weißen Rebsorten, die für die Appellation Côtes du Rhône zugelassen sind, erlaubt.

## Ertragsbeschränkungen
Die Ertragsbeschränkungen belaufen sich auf 45 Hektoliter/Hektar für die Appellation Côtes du Rhône Villages und auf 42 hl/ha für die Appellation Côtes du Rhône Villages – gefolgt vom Gemeindenamen. In ertragsstarken Jahrgängen können in Ausnahmen 50 hl/ha für die Appellation Côtes du Rhône Villages sowie 45 hl/ha für die Appellation Côtes du Rhône Villages – gefolgt vom Gemeindenamen – gemacht werden. Das Mindestalter der Reben beläuft sich auf drei Jahre.